# マヨル・イエネー
マヨル・イェネー（Major Jenő, 1891年 - 1972年）は、ハンガリーの軍人。大将。

## 概要
第一次世界大戦に従軍し、戦後、ハンガリー軍に入隊。1929年から1932年、第5混成旅団参謀次長。1932年から1935年、防諜部長。1935年から聖リュドヴィク軍事アカデミーの教官、その後、部長。1938年、国防省第8班長。
ユーゴスラビア侵攻時と独ソ戦初期、第1自動車化旅団を指揮。1941年から1942年、陸軍軍事訓練部長。1942年9月、ハンガリー軍唯一の機動軍団（1942年10月から第1装甲軍団）長に任命。
サーラシ・フェレンツの権力掌握後、ドイツの信頼を得ていたマヨルはブダペストに召還され、1944年10月、自動車化・戦車兵総監に任命された。1944年10月から11月、第2軍司令官を兼任。1944年末から1945年初め、ドイツ国防軍最高司令部附属ハンガリー軍総監を務める。